# Álvaro Nadal
Álvaro María Nadal Belda (Madrid, 30 de enero de 1970) es un economista y político español. Desde el 4 de noviembre de 2016 hasta el 7 de junio de 2018 fue ministro de Energía, Turismo y Agenda Digital de España.
Es hermano gemelo de Alberto Nadal Belda, secretario de Estado de Presupuestos y Gastos entre 2016 y 2018.

## Biografía
Los dos hermanos Nadal son licenciados en la doble titulación de Derecho y Administración y Dirección de Empresas (conocida como E3) por la Universidad Pontificia Comillas ICAI- ICADE.
Al igual que su hermano, es Técnico Comercial y Economista del Estado, y Álvaro fue el responsable del programa económico del PP.
Ha sido jefe de la Oficina Económica del Presidente del Gobierno de 2011 a 2016. Asimismo, ha sido miembro del Congreso de los Diputados entre 2008 y 2019, tanto por la circunscripción de Albacete como por la de Madrid. 
Tras abandonar el Gobierno, así como las Cortes, entre septiembre de 2019 y mayo de 2024 ocupó el cargo de jefe de la Oficina Económica y Comercial de España en el Reino Unido, hasta que fue destinado para la plaza española en la Dirección Ejecutiva del Banco Africano de Desarrollo.
Habla inglés, alemán y francés.